# Missulena harewoodi
Espèce
Missulena harewoodi est une espèce d'araignées mygalomorphes de la famille des Actinopodidae.

## Distribution
Cette espèce est endémique du Goldfields-Esperance en Australie-Occidentale,. Elle se rencontre vers Kalgoorlie.

## Description
Le mâle holotype mesure 8,0 mm.

## Étymologie
Cette espèce est nommée en l'honneur de Greg Harewood.

## Publication originale
- Framenau & Harms, 2017 : A new species of mouse spider (Actinopodidae, Missulena) from the Goldfields region of Western Australia. Evolutionary Systematics, vol. 1, p. 39-46.